# Big Snuff
Big Snuff (im Original El Ángel de la muerte, bzw. The Slaughter) ist ein äußerst niedrig budgetierter, dem Exploitation-Genre zugehöriger Horrorfilm mit Elementen des Splatters und des Erotikfilms unter der Regie von Roberta und Michael Findlay. Je nach Schnittfassung ist die Produktion auch unter dem Titel American Cannibale oder Snuff bekannt.
Der Film erzählt die Geschichte eines skrupellosen Sektenanführers, der sich „Satan“ nennt und bestialische Verbrechen begeht. Die 1971 entstandene Inszenierung wurde durch die Taten der Manson Family inspiriert und mit überwiegend Spanisch sprechenden Laiendarstellern binnen weniger Wochen in Argentinien fertiggestellt. Eine Nachvertonung/Synchronisation fand dann in den Vereinigten Staaten statt.
Durch den Marketing-Gag eines Filmverleihers, wonach bei den chaotischen Dreharbeiten ein Mitglied des Filmteams getötet worden sei, erlangte der Film einen größeren Bekanntheitsgrad. Die vermeintlich reale Tötung von Menschen prägte später den Begriff des Snuff-Films.

## Handlung
Ein heruntergekommener Industriekomplex irgendwo in Argentinien. Eine aus überwiegend drogenabhängigen Frauen bestehende Rocker-Bande treibt hier ihr Unwesen. Sie alle sind Anhänger einer pseudo-religiösen Gemeinschaft, die von dem charismatischen Satan, einem Mittdreißiger, angeführt wird. Der „Auserwählte“ fordert von seinen Jüngern bedingungslosen Gehorsam und Unterwerfung.
Eines Tages landet die selbstbewusste US-Pornodarstellerin Terry London im Beisein ihres Managers Max in Buenos Aires, um dort zahlungskräftige Finanziers für einen Schmuddel-Streifen zu gewinnen. Max begehrt Terry leidenschaftlich, doch seine Angebetete erwidert seine Zuneigung nicht und vergnügt sich stattdessen heimlich mit einem jungen Playboy namens Hernandes. Der sexhungrige Lebemann ist wiederum lose mit der attraktiven Angela liiert, die lediglich auf Geheiß Satans beim millionenschweren Gigolo verharrt. Der Sektenchef erhofft sich irgendwann den Millionärssohn auszunehmen.
Hernandes trennt sich schließlich von Angela, die nun gänzlich Satan verfällt. Später ersticht Angela Max, obgleich die Motive etwas im Unklaren bleiben.
Einige Monate später radikalisiert sich die kleine Glaubensgemeinschaft zusehends. Hernandes wird von Satans „Schwestern“ auf seinem Anwesen überfallen, malträtiert und schließlich kastriert. Zuletzt wird die schwangere Terry – sie erwartet ein Baby von Hernandes – im Bett liegend bestialisch aufgeschlitzt.

## Hintergrund
Das Ehepaar Roberta und Michael Findlay produzierte vornehmlich billige Trashfilme im Horrorgenre. Einer dieser Beiträge ist der 1971 gedrehte The Slaughter, welcher Herstellungskosten von lediglich 30.000 US-Dollar hatte. Da das Werk über inhaltliche als auch handwerkliche Schwächen verfügte und zudem aufwändig synchronisiert werden musste – aus Kostengründen engagierte man größtenteils Laienschauspieler, die kein Englisch sprachen –, sah der Filmverleih Monarch Releasing Corporation zunächst von einer Veröffentlichung in den USA ab. Der Film versprach keinen sonderlichen Anklang beim Publikum zu finden. Zudem war der Film im Vorfeld an den Kinokassen Südamerikas gefloppt.
Als etwa fünf Jahre später die Manson Family wieder in den Mittelpunkt der Berichterstattung rückte (zuvor missglückte ein Attentat auf den damaligen US-Präsidenten Gerald Ford), erkannte der Leiter von Monarch Releasing Corp., Allan Shackleton, das Potenzial von The Slaughter für eine reißerische Werbekampagne. Sowohl mit fingierten Pressemitteilungen als auch mit inszenierten Protesten besorgter Bürger weckte Shackleton das Interesse an dem B-Movie, das schließlich in Big Snuff umbenannt wurde. Zudem ließ der Filmproduzent eilig eine neue Schlussszene im Stile des Cinéma vérité unter der Regie von Simon Nuchtern  drehen, die sich gut in das fertige Werk integrierte, jedoch die Handlung nicht entscheidend vorantrieb. Die vermeintlich reale Zerstückelung einer Frau durch die Film-Crew und das angeblich illegale Zustandekommen der Aufnahmen sorgten schließlich für Aufsehen. Um den Eindruck einer realen Dokumentation zu verstärken, wurden alle Filmeinblendungen minimiert oder gänzlich entfernt. Daher fehlt auch die in Spielfilmen übliche Nennung des Filmtitels.

## Rezeption
Big Snuff wurde sowohl in den Vereinigten Staaten als auch in Deutschland ein Riesen-Skandal. In der Werbung durch den deutschen Filmverleiher und Filmproduzenten Alois Brummer wurde sogar behauptet, dass das Werk „in allen Staaten der USA vom FBI gejagt“ werde. Die deutsche Kinofassung wurde damals wegen Gewaltverherrlichung beschlagnahmt und nur in einer der berüchtigten Schluss-Sequenz beschnittenen Version wieder freigegeben. Brummer musste sich später vor einem deutschen Gericht verantworten.
Der deutsche Film Snuff (1978) im Zusammenhang mit dem Suizid der Erotikdarstellerin Claudia Fielers versuchte von Titel und Machart her an Big Snuff anzuknüpfen.

## Kritiken
„Mitglieder einer überwiegend aus Mädchen bestehenden pseudo-religiösen Sekte begehen teils wahn-, teils spaßeshalber Folterungen, Verstümmelungen und Morde. Ein in jeder Hinsicht elendes und niederträchtiges Machwerk. – Wir raten ab.“